# Camaridium ramonense
Camaridium ramonense är en orkidéart som först beskrevs av Rudolf Schlechter, och fick sitt nu gällande namn av Mario Alberto Blanco. Camaridium ramonense ingår i släktet Camaridium och familjen orkidéer. Inga underarter finns listade i Catalogue of Life.